# Verkehrsleistung
Die Verkehrsleistung (auch Transportleistung, Beförderungsleistung) ist eine volkswirtschaftliche und betriebswirtschaftliche Kennzahl, welche die Leistung von Transport- oder Verkehrsmitteln innerhalb einer Rechnungsperiode angibt.

## Allgemeines
Gemessen wird die tatsächliche Menge und Weite der Beförderung mit Transport- oder Verkehrsmitteln innerhalb einer Rechnungsperiode (meist ein Jahr). In der Personenbeförderung wird die Verkehrsleistung durch Personenkilometer (oder Passagierkilometer; Pkm), in der Güterbeförderung durch Tonnenkilometer (tkm) gemessen. Die Verkehrsleistung ermöglicht in der Verkehrsstatistik Vergleiche etwa der einzelnen Transportmittel oder mit anderen Ländern und dient der Verkehrspolitik als Entscheidungsgrundlage. Beim Modal Split wird hingegen meist nicht die Verkehrsleistung, sondern die Zahl der Wege verglichen.
Die Verkehrsstatistiken erfassen meist auch den Leitungsverkehr, gemessen durch zurückgelegte Tonnenkilometer in Rohrfernleitungen (Pipelines).
Das Transportvermögen einer Transportanlage kann in Personen pro Stunde (P/h) gemessen werden. Deren Transportleistung kann das Transportvermögen in Bezug zu einer Distanz stellen, bei touristischen Transportanlagen etwa die Höhendifferenz der Anlage, d. h. Personen x Höhenmeter je Stunde (Pm/h).

## Berechnung
Die Verkehrsleistung {\displaystyle V} ergibt sich aus der Gegenüberstellung der Verkehrsmenge {\displaystyle M}, des Transportweges {\displaystyle L} und der Transportzeit {\displaystyle t}:
{\displaystyle V={\frac {M\cdot L}{t}}}.
Das Produkt aus Verkehrsmenge {\displaystyle M} und Transportweg {\displaystyle L} wird Verkehrsarbeit {\displaystyle VA} genannt:
{\displaystyle VA=M\cdot L},
so dass die Ausgangsgleichung auch geschrieben werden kann als
{\displaystyle V={\frac {VA}{t}}}.

## Nachrichtenverkehr
Im Unterschied zum Transportwesen wird im Nachrichtenwesen die Leistung nur durch eine einzige Messgröße beschrieben, weil Transportmenge und Entfernung für die Beschreibung der Leistung kaum relevant sind. Das liegt an zwei Ursachen:
- In der Telekommunikation ist der Aufwand für die Signalübertragung nahezu entfernungsunabhängig.
- Die Messung der Verkehrsmenge unterscheidet sich ebenfalls vom Transport, weil eine Übertragungsleitung nur zwei Zustände haben kann: besetzt oder belegt (lediglich die Belegungszeit könnte ein Indiz für die Menge an übertragener Information sein – muss es aber nicht). Daher verwendet man im Datenverkehr für die Beschreibung der Leistung einen besonderen Parameter: Erlang (Erl). Die Verwendung des Begriffes Verkehrsleistung ist im Nachrichtenverkehr nicht gebräuchlich (vgl. hierzu Leistung (Nachrichtentechnik)).

## Statistik
Für Deutschland ergibt sich im Vergleich der Jahre 2008 und 2018 folgende Verkehrsleistung der einzelnen Verkehrszweige:
| Verkehrszweig                                  | 2008                                                    | 2018                                                    |
| ---------------------------------------------- | ------------------------------------------------------- | ------------------------------------------------------- |
| Eisenbahn (Mio. Pkm)                           | Nahverkehr: 46.971 Fernverkehr: 35.568                  | Nahverkehr: 55.183 Fernverkehr: 42.886                  |
| Straßengüterverkehr (Mio. tkm)                 | 115.652                                                 | 133.000                                                 |
| Binnenschifffahrt (Mio. tkm)                   | 28,1                                                    | 14,1                                                    |
| Seeschifffahrt (Mio. tkm)                      | 34,6                                                    | 20,3                                                    |
| Öffentlicher Straßenpersonenverkehr (Mio. Pkm) | Kommunale Unternehmen: 48.231 Privatunternehmen: 31.351 | Kommunale Unternehmen: 47.674 Privatunternehmen: 31.213 |
| Luftverkehr (Linienverkehr, Mrd. Pkm)          | 159,0                                                   | 215,0                                                   |
| Motorisierter Individualverkehr (Mrd. Pkm)     | 888,5                                                   | 934,8                                                   |
| Rohrleitungen (Mrd. tkm)                       | 15,7                                                    | 17,2                                                    |
| Fahrradverkehr (Mrd. Pkm)                      | 32,6 (2009)                                             | 39,3 (2017)                                             |
| Fußgängerverkehr (Mrd. Pkm)                    | 34,8 (2009)                                             | 35,8 (2017)                                             |

Unangefochten steht in Deutschland der motorisierte Individualverkehr nach der Verkehrsleistung an der Spitze der Verkehrsarten, gefolgt vom Luftverkehr, öffentlichen Straßenpersonenverkehr und der Eisenbahn.
Problematisch ist bei der Betrachtung der Verkehrsleistung, dass Wege über kürzere Strecken geringer gewichtet werden, und damit der Fahrradverkehr und erst recht die Wege der Fußgänger niedrige Werte bei der Verkehrsleistung ausweisen, auch wenn die Zahl der Wege hoch ist und die Bedeutung jedes dieser Wege der einer längeren Autofahrt entsprechen würde.

## Wirtschaftliche Aspekte
Die internationale Verkehrsleistung in ausgesuchten Ländern zeigt folgendes Bild:
| Land                    | Schienenpersonenverkehr 2017 (in Mrd. Pkm) | Schienengüterverkehr 2017 (in Mrd. tkm) | Öffentlicher Straßenpersonenverkehr 2017 (in Mrd. Pkm) | Binnenschifffahrt Güterverkehr 2017 (in Mrd. tkm) | Straßengüterverkehr 2017 (in Mrd. tkm) | Rohrfernleitungen 2017 (in Mrd. tkm) |
| ----------------------- | ------------------------------------------ | --------------------------------------- | ------------------------------------------------------ | ------------------------------------------------- | -------------------------------------- | ------------------------------------ |
| Europäische Union 27/28 | 469,5                                      | 437,9                                   | 617,7                                                  | 147,3                                             | 1920,9                                 | 114,0                                |
| Deutschland             | 95,9                                       | 129,4                                   | 79,7                                                   | 55,5                                              | 313,1                                  | 18,2                                 |
| Frankreich              | 100,1                                      | 33,4                                    | 73,9                                                   | 7,5                                               | 167,7                                  | 11,2                                 |
| Italien                 | 53,2                                       | 22,3                                    | 109,9                                                  | 0,1                                               | 119,7                                  | 10,3                                 |
| Österreich              | 12,7                                       | 22,3                                    | 8,1                                                    | 2,0                                               | 26,0                                   | 8,4                                  |
| Spanien                 | 27,5                                       | 10,7                                    | 38,2                                                   | 0                                                 | 231,1                                  | 9,7                                  |
| Vereinigtes Königreich  | 61,9                                       | 17,2                                    | 53,9                                                   | 0,1                                               | 153,9                                  | 10,0                                 |

Die Tabelle zeigt unter anderem die Bedeutung jeder Verkehrsart in einem Staat. So spielt in Spanien der Güterverkehr mit Binnenschiffen keine Rolle, anstatt dessen nimmt der Straßengüterverkehr eine führende Position ein. 
Die Kennzahlen der Personen- oder Tonnenkilometer sind nicht geeignet, den tatsächlichen Aufwand bzw. den tatsächlichen Verkehrsablauf umfassend zu beschreiben. Beispielsweise können 100 tkm/Stunde einerseits 100 Tonnen Gut sein, die über eine Distanz von einem Kilometer in einer Stunde transportiert wurden; es kann sich aber andererseits auch um eine Tonne Gut handeln, die über eine Distanz von 100 Kilometern in einer Stunde transportiert wurde.